# Vilne, Sînelnîkove
Vilne (în ucraineană Вільне) este localitatea de reședință a comunei Vilne din raionul Sînelnîkove, regiunea Dnipropetrovsk, Ucraina.

## Demografie
Componența lingvistică a localității Vilne
     Ucraineană (90,12%)
     Rusă (5,69%)
     Română (1,5%)
Conform recensământului din 2001, majoritatea populației localității Vilne era vorbitoare de ucraineană (90,12%), existând în minoritate și vorbitori de rusă (5,69%), armeană (2,69%) și română (1,5%).